# Sonay Ahmad Mohammad
Sonay Ahmad Mohammad (1988-2002) var en dansk-irakisk pige, der blev udsat for æresdrab. Sonay blev fundet i Præstø Havn, hvor hun druknede den 10. februar 2002.. Hendes far var to år tidligere dømt for vold mod hende, og hun blev tvangsfjernet fra hjemmet, men Den Sociale Ankestyrelse besluttede, at familien skulle have samvær med hende. Faderen blev i 2003 idømt 14 års fængsel for drabet og derefter udvist.